# Ischioscia muelleri
Ischioscia muelleri är en kräftdjursart som beskrevs av Klaus Ulrich Leistikow1997. Ischioscia muelleri ingår i släktet Ischioscia och familjen Philosciidae. Inga underarter finns listade i Catalogue of Life.